# Klaus Trabitsch

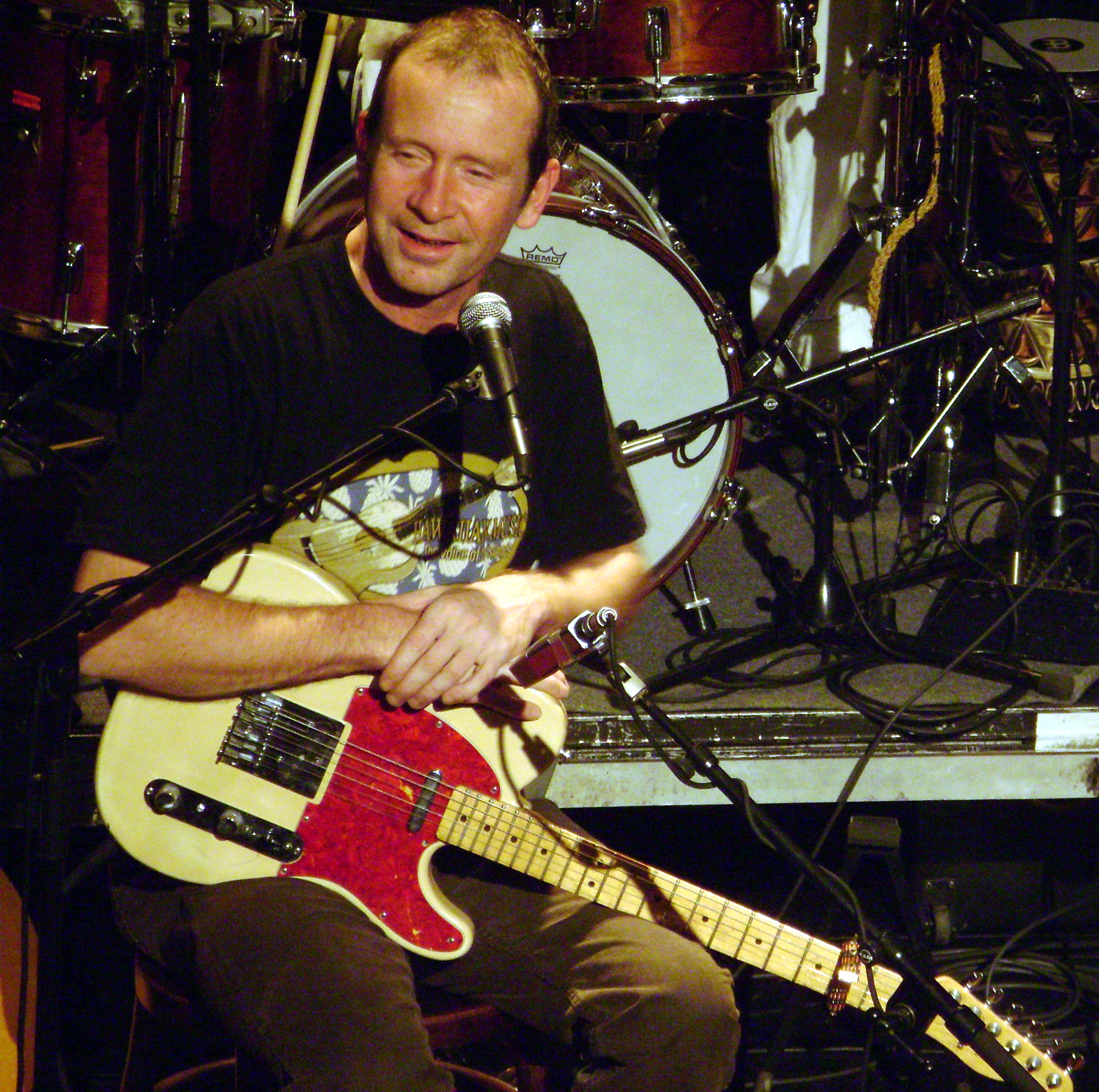
Klaus Trabitsch bei einem Konzert mit den Bethlehem All Stars, Innsbruck 2008

Klaus Trabitsch (* 7. März 1962) ist ein österreichischer Gitarrist und Sänger.
Trabitsch lebt im Rax-Schneeberg-Gebiet im südlichen Niederösterreich. Sein Musikstil ist der Weltmusik unter Bezug auf österreichische Volksmusik zuzurechnen.

## Biographie
Trabitsch wuchs in einer musikalischen Familie auf, brachte sich das Musizieren aber selber bei. Er kann bis heute nicht Noten lesen. Bereits mit 15 Jahren war er als Gitarrist und Sänger in der Bauernband seines Onkels aktiv, die vor allem auf Hochzeiten und Bällen spielte. Mit 17 zog er nach Wien und begann seine Musikerlaufbahn als Straßenmusikant. Dabei lernte er die Mitglieder seiner ersten Band Liederlich Spielleut, die er 1980 mitbegründete, kennen.
Diese Formation erregte zunächst vor allem durch moderne Bearbeitungen mittelalterlicher und traditioneller Lieder und Tänze aus dem deutschsprachigen Raum Aufsehen. Später kamen irische und balkanische Melodien dazu, die seine Musik bis heute prägen. Trabitsch tourte 10 Jahre lang mit der Gruppe durch ganz Europa und gab hunderte Konzert- und Festivalauftritte. 1990 verließ er die Spielleut und wandte sich Projekten im Bereich Blues, Rembetiko und jiddische Musik zu.
In Wien lernte Trabitsch den Akkordeonisten Otto Lechner kennen, mit dem er Jazz und Blues spielte. Stets wurden aber auch Elemente österreichischer Volksmusik eingebracht. Trabitsch nannte seinen Stil damals „Kreko“-Musik, also Kreativ-Kommerz. Ein Ergebnis der Zusammenarbeit mit Otto Lechner war 1997 die Produktion der Weihnachtslieder-CD „Still“, die in der Öffentlichkeit großen Anklang fand und deren konzertante Aufführungen mit den „Bethlehem All Stars“ seither alljährlich in der Vorweihnachtszeit die österreichischen Konzertsäle füllen. Dabei werden klassische Weihnachtslieder neu interpretiert, wobei auch Trabitschs in den 1990er-Jahren entdeckte Liebe zur afro-karibischen Musik ihren Einfluss fand.
Am 31. März 1996 erlitt Trabitsch nach einem Konzert einen schweren Verkehrsunfall, aus dem eine partielle Lähmung der linken Hand verblieb. Trotz dieses Handicaps spielt er weiterhin Gitarre.
Seit Mitte der 1990er Jahre arbeitet Trabitsch als Begleiter und Komponist unter anderem mit Erika Pluhar, Kurt Ostbahn und Richard Weihs zusammen. 2005 gab er eine CD mit Kinderlied-Verarbeitungen unter dem Titel Butzemann heraus. Trabitsch ist auch Autor von Kindertheaterstücken.

## Tonträger (Auswahl)
- 1982: Unter der Linden – Liederlich Spielleut
- 1987: Gezuwa – Liederlich Spielleut
- 1987: Dunkle Kanäle – Richard Weihs
- 1989: Griaß eich, pfiat eich – Liederlich Spielleut
- 1991: Drunter und drüber – Richard Weihs
- 1992: Luftdeppert – Klaus Trabitsch
- 1993: Der Papalagi – Klaus Trabitsch, Peter Rosmanith, Adolf Toegel & Erika Pluhar
- 1995: Espresso Rosi – Kurt Ostbahn & die Kombo
- 1996: Ein Abend am Naschmarkt – Erika Pluhar & Klaus Trabitsch
- 1997: Otto Lechner/Klaus Trabitsch: Still – Weihnachtslieder (mit Adula Ibn Quadr, Peter Rosmanith, Herbert Reisinger, Georg Graf, Dhafer Youssef, Nicky Eggl, Toni Burger, Hans Christian Tschiritsch, Metin Meto und Christoph Petschina, AT: Gold)[1]
- 1997: Der Duft der Berge – Klaus Trabitsch
- 1997: Scheabn auf! – Richard Weihs
- 1997: Reserviert fia zwa – Kurt Ostbahn & die Kombo
- 1998: Jahraus, jahrein (Wienerlieder) – Erika Pluhar mit D’Almeida, Trabitsch, Jorge
- 1999: Lieblich klingt der Gartenschlauch – Martin Auer/Klaus Trabitsch
- 1999: 1999 neinzenneinaneinzg – Klaus Trabitsch
- 1999: Miniatures 2 – Morgan Fisher
- 1999: 50 verschenkte Jahre im Dienste der Rockmusik – Kurt Ostbahn & die Kombo
- 2000: Böses Liedgut – Richard Weihs
- 2000: aans – Peter Rosmanith
- 2000: I gib net auf – Erika Pluhar & Klaus Trabitsch
- 2001: OHJO – Kurt Ostbahn & die Kombo
- 2001: Fürchtet euch nicht – Lechner/Trabitsch und die Bethlehem All Stars Live
- 2002: Kurtiositäten – Kurt Ostbahn & die Kombo
- 2002: Lieder vom Himmel und der Erde – Erika Pluhar und das Klaus Trabitsch Ensemble
- 2003: Zeit – Klaus Trabitsch
- 2005: Butzemann, die schönsten Kinderlieder – Klaus Trabitsch & Freunde
- 2006: Wien. Lied. Wir. – Erika Pluhar